# Popowi liwadi (przełęcz)
Popowi liwadi albo Papaz czair (bułg. Попови ливади albo Папаз чаир) – przełęcz między Pirynem środkowym i południowym, której najwyższy punkt znajduje się na wysokości 1430 m. Ma 1,5 km długości i 0,5 km szerokości. Wliczają się do niej mniejsze miejsca, jak Gyłybowa poljana, Właszkata czerkwa („Wołoska cerkiew”), Wasiliowa mandra, Punkta, Sejrianłyka itd. Popowi liwadi składają się z 4-5 słonecznych polan, otoczonych zewsząd lasem iglastym (najwięcej sosny zwyczajnej, ale jest i świerk pospolity i sosna rumelijska). Przez nie prowadzi droga pierwszej klasy z Goce Dełczewa do Petricza, Sandanskiego i Melnika. Miejsce obfituje w grzyby i runo leśne, jak i w wartkie potoki. Jest to idealne miejsce do wypoczynku w Pirynie. Znajduje się tu schronisko Popowi liwadi, jak i wiele ośrodków wypoczynkowych wielu organizacji. Ostatnio pojawiają się prywatne wille, które oferują nocleg (wille Brezite), jak i buduje się dużo willi dla ludzi z Goce Dełczewa. Jest wybudowany też obóz szkolny, który pracuje cały rok. W 1967 rejon został ogłoszony górskim kurortem klimatycznym.

## Historia
Nazwa miejsca pochodzi od legendy o patriotycznym duchownym, który żył podczas niewoli tureckiej. Ścigany przez Turków, ukrył się w lasach między Oreljakiem i Swesztnikiem. Miejscowa ludność zaczęła nazywać miejsce Popowi liwadi, czyli Popie Łąki.
W 1942 miejsce przemianowano na Popski Presłap, ale ta nazwa nie przyjęła się.
Pierwszymi osadnikami na Popowich liwadach byli owczarze wołoscy, którzy utworzyli małą osadę z kolib w XIX wieku (między 120 i 150 chat). W 1900 według statystyki Wasiła Kynczowa, wieś Papas Czair miała 294 mieszkańców – Wołochów. Została z niej tylko w połowie zburzona cerkiew na wschodnim krańcu, zwana Właszką czerkwą (Влашката черква – cerkiew wołoska).
Na początku XX wieku rozwijał tu swoją działalność jeden z przywódców WMORO (Wewnętrznej Macedońsko-Odrińskiej Organizacji Rewolucyjnej) – Jane Sandanski, zabity 7 km na południowy zachód od przełęczy.
Latem 1915 tędy przechodził znany bułgarski archeolog i później polityk, Bogdan Fiłow, który zostawił interesujące zapiski podróżne:

Tam, gdzie przechodzi się przez najwyższe miejsce, znajduje się Papaz czair, z obszernymi łąkami, małym, ale pięknym lasem sosnowym i zimną wodą. Tu mógłby powstać ładny kurort dla Newrokopu. Wcześniej w tym miejscu znajdowała się wołoska wieś z Karakaczanami, jednak teraz jest całkiem zrujnowana, a jej mieszkańcy się przenieśli.

W 2003 na przełęczy uroczyście otwarto monumentalny pomnik Goce Dełczewa w związku ze 100-leciem powstania ilindeńskiego. Autorem pomnika jest rzeźbiarz Krum Dermendżijew. Co roku organizuje się też tradycyjne zebranie z okazji powstania.

## Turystyka
W rejonie znajduje się schronisko Popowi liwadi (1412 m). Zostało wybudowane w 1964 i gospodarzy nim TD (Towarzystwo Turystyczne) „Mimini dwori” – Goce Dełczew. Dysponuje około 50 łóżkami.
Popowi liwadi są miejscem startowym do wejścia na szczyty Oreljak – 2 godziny i Swesztnik (2 godziny i 30 minut), jak i kilku szlaków pieszych – do schroniska Malina (5 godzin i 30 minut), schroniska Piryn (7 godzin), schroniska Sławjanka (5 godzin) i Przełęczy Pariłskiej, szczytu Mutorok, miejsca śmierci Jane Sandanskiego, wsi Teszewo, wsi Dełczewo, dzielnicy Srednej miasta Goce Dełczew.